# Tornbjerg Skov
Tornbjerg Skov er en lille skov på cirka 15 ha, der ligger på et lille højdedrag midt i Hovedgård nord for Horsens. Skoven er fredskov. Den er omfattet af lokalplan H-18.